# Athanase Josué Coquerel

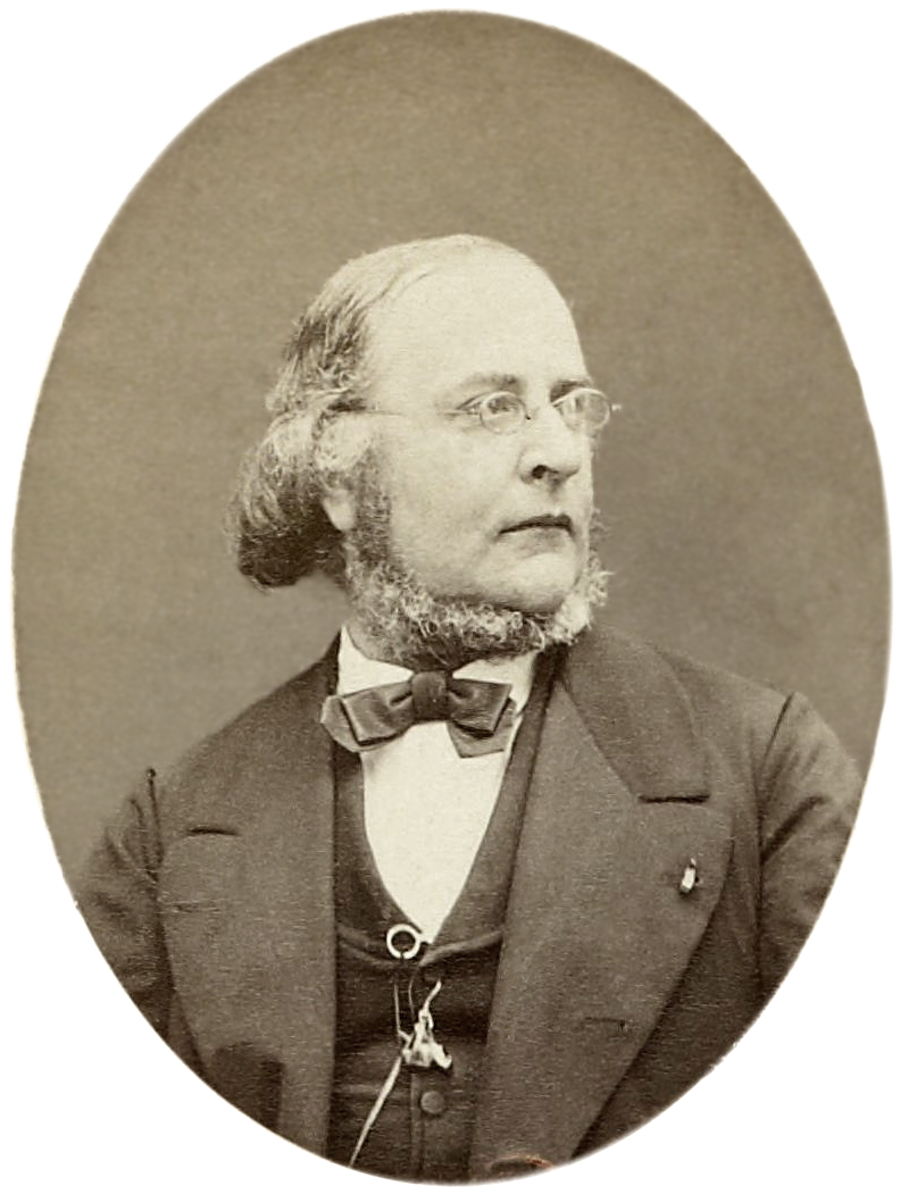
Athanase Josué Coquerel

Athanase Josué Coquerel (Amsterdam, 16 giugno 1820 – Fismes, 24 luglio 1875) è stato un teologo francese.

## Biografia
Figlio di Laurent Charles Athanase Coquerel. Studiò teologia a Ginevra e a Strasburgo e, ancora giovane, succedette allo zio, C. A. Coquerel, come redattore di Le Lien, carica che ricoprì fino al 1870. 
Nel 1852 prese parte alla pubblicazione di la Nouvelle Revue de théologie, il primo periodico di teologia scientifica pubblicato in Francia e nello stesso anno contribuì a fondare la Società storica del protestantesimo francese. Nel frattempo si era guadagnato una grande reputazione come predicatore e soprattutto come avvocato della libertà religiosa, ma il suo insegnamento diventò sempre più offensivo per il partito ortodosso, e il suo articolo (1864) su Ernest Renan Vie de Jésus nel Nouvelle Revue de théologie fu vietato dal Concistoro di Parigi. Ricevette però solidarietà dal concistoro di Anduze e dall'Unione Protestante Liberale, che gli consentì di continuare la sua predicazione. 
Ricevette la croce della Legion d'Onore nel 1862.

## Opere
Le sue opere principali furono:
- Jean Calas et sa famille (1858),
- Des Beaux-Arts en Italie (Eng. trans. 1859),
- La Saint-Barthélemy (1860); Précis de l'Eglise Réformée (1862);
- Le Catholicisme et le protestantisme considérés dans leur origine et leur développement (1864);
- Libres études, e La Coscienza et la foi (1867).